# ديبورا جولدسميث
ديبورا جولدسميث (بالإنجليزية: Deborah Goldsmith)‏ هي رسامة أمريكية، ولدت في 1808، وتوفيت في 1836.